# Ulrich Rückriem
Ulrich Rückriem (Düsseldorf, 30 settembre 1938) è un artista tedesco.

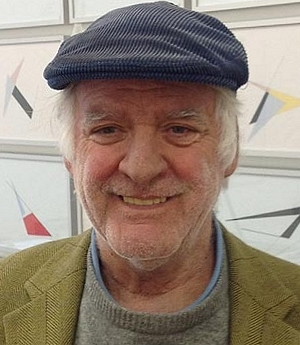
Ulrich Rückriem (2013)

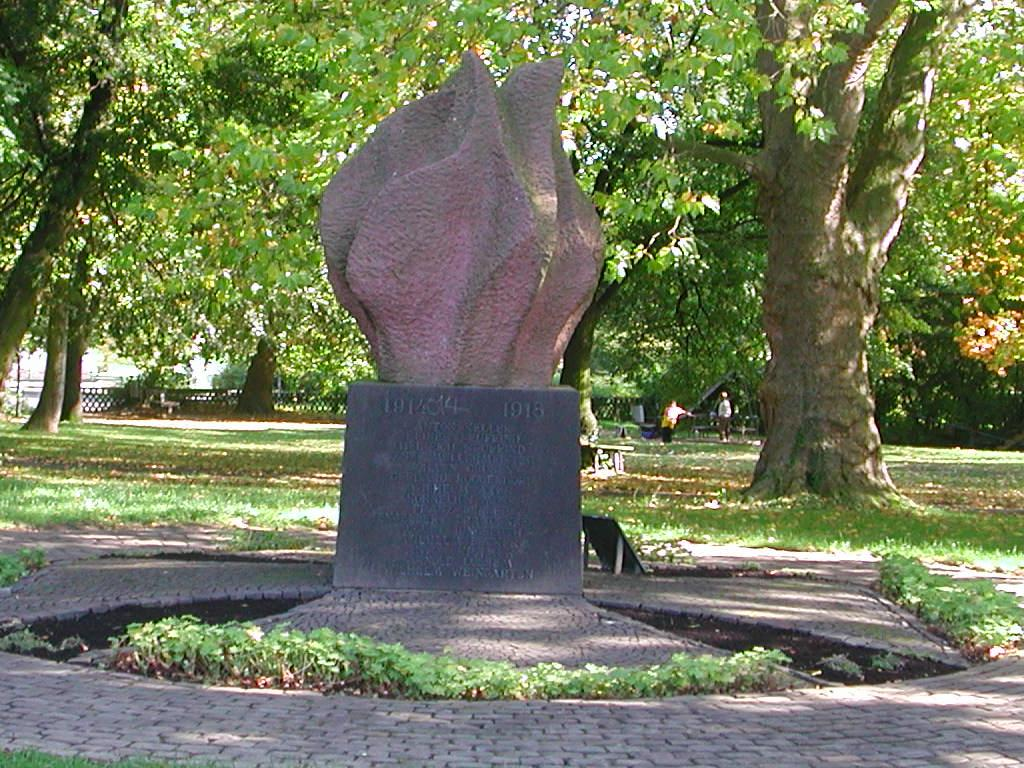
Ehrenmal (1965) – Nörvenich
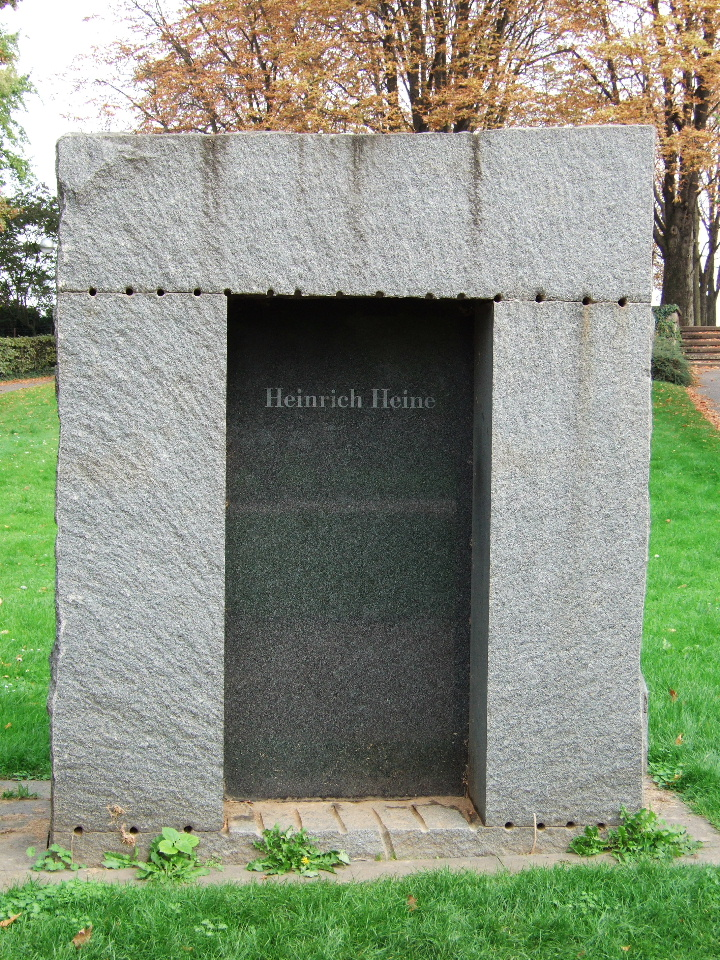
Heine-Denkmal (1982) – Bonn Alter Zoll
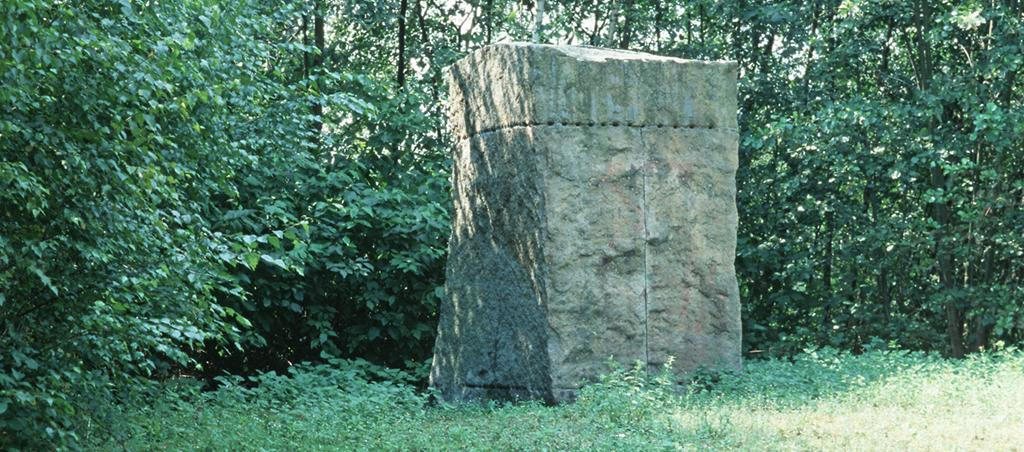
Skulptur – Essen Halden Zollverein (Weltkulturerbe)
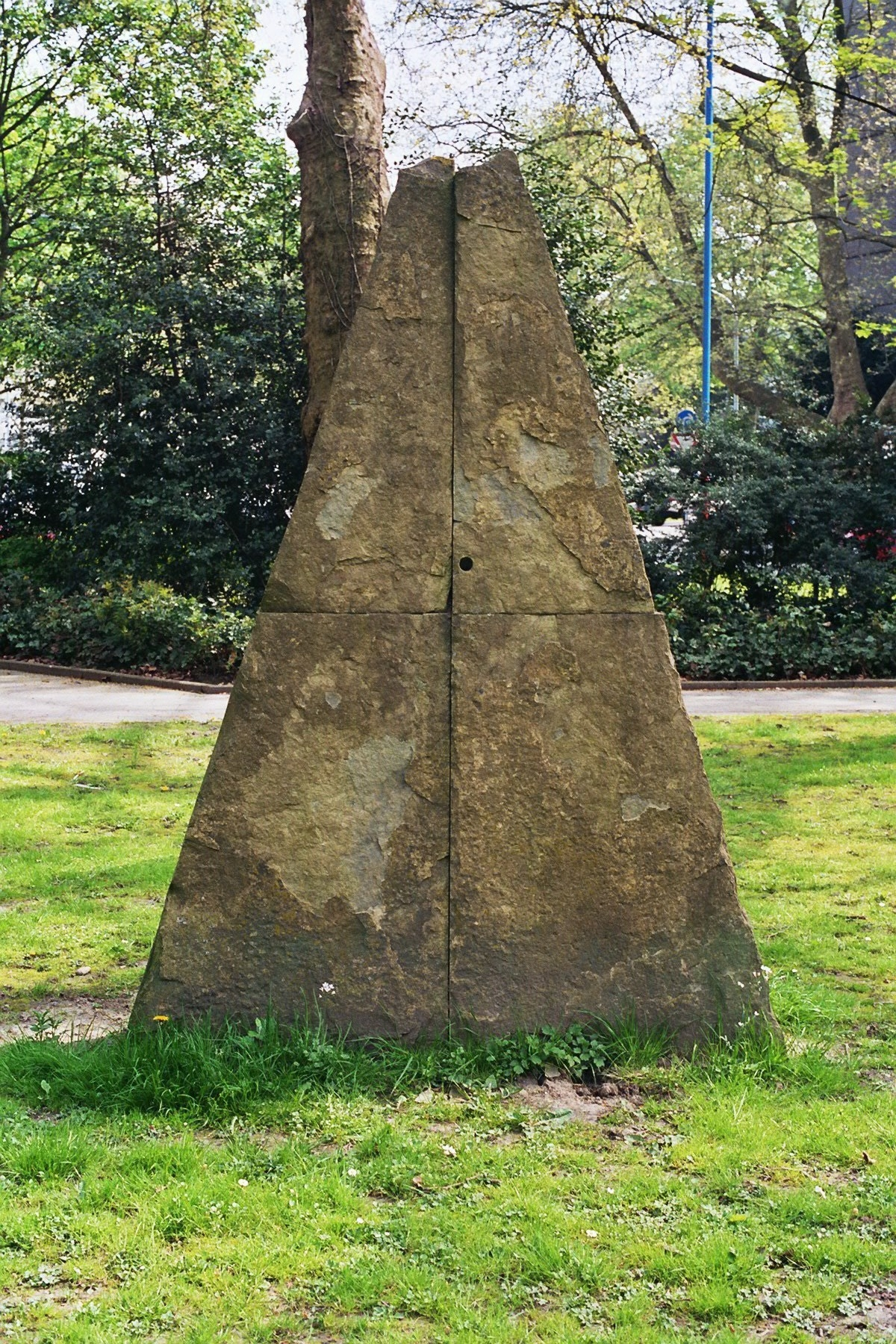
o.T. Anröchter Dolomit (1983) - Moltkeplatz, Essen
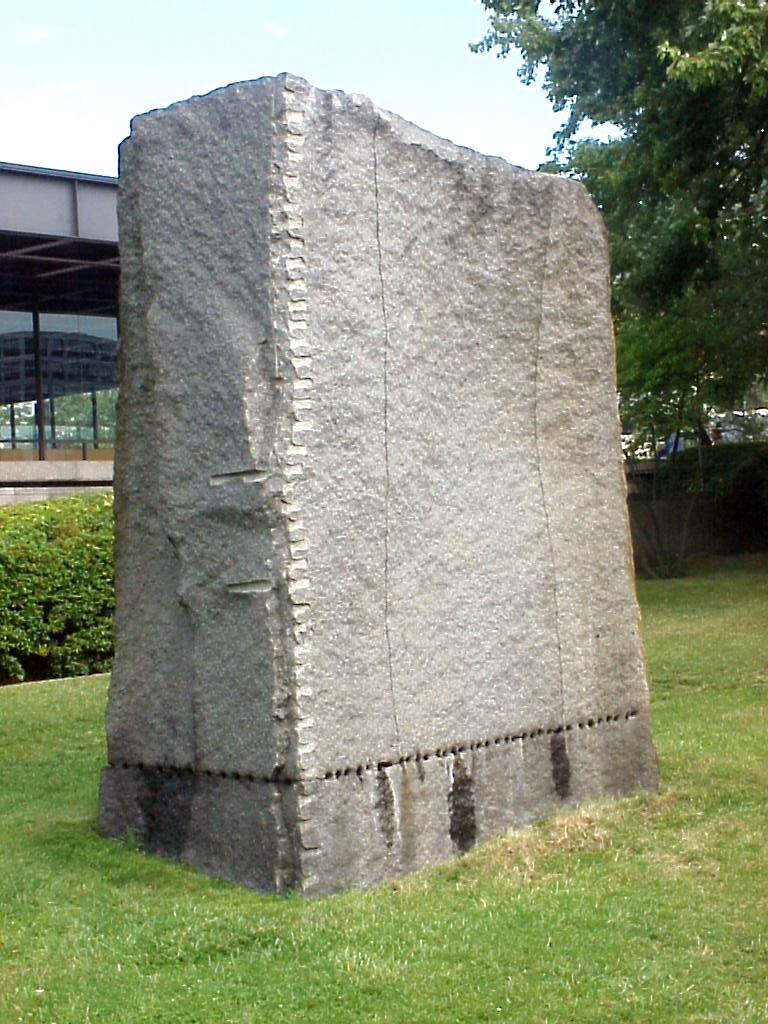
Granit (Normandie), gespalten, geschnitten, 1985 Neue Nationalgalerie Berlino
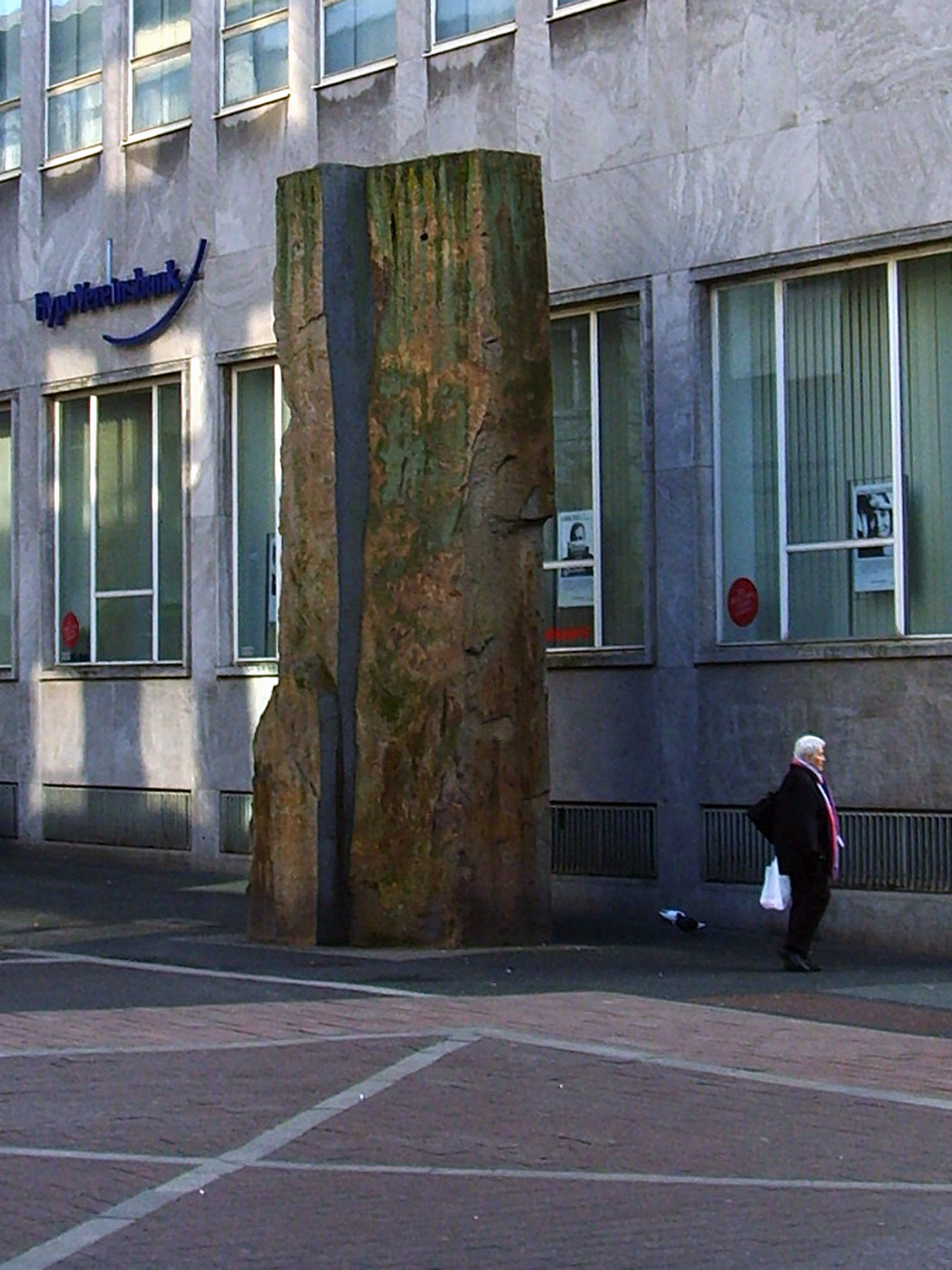
unbenannte Skulptur in Bochum
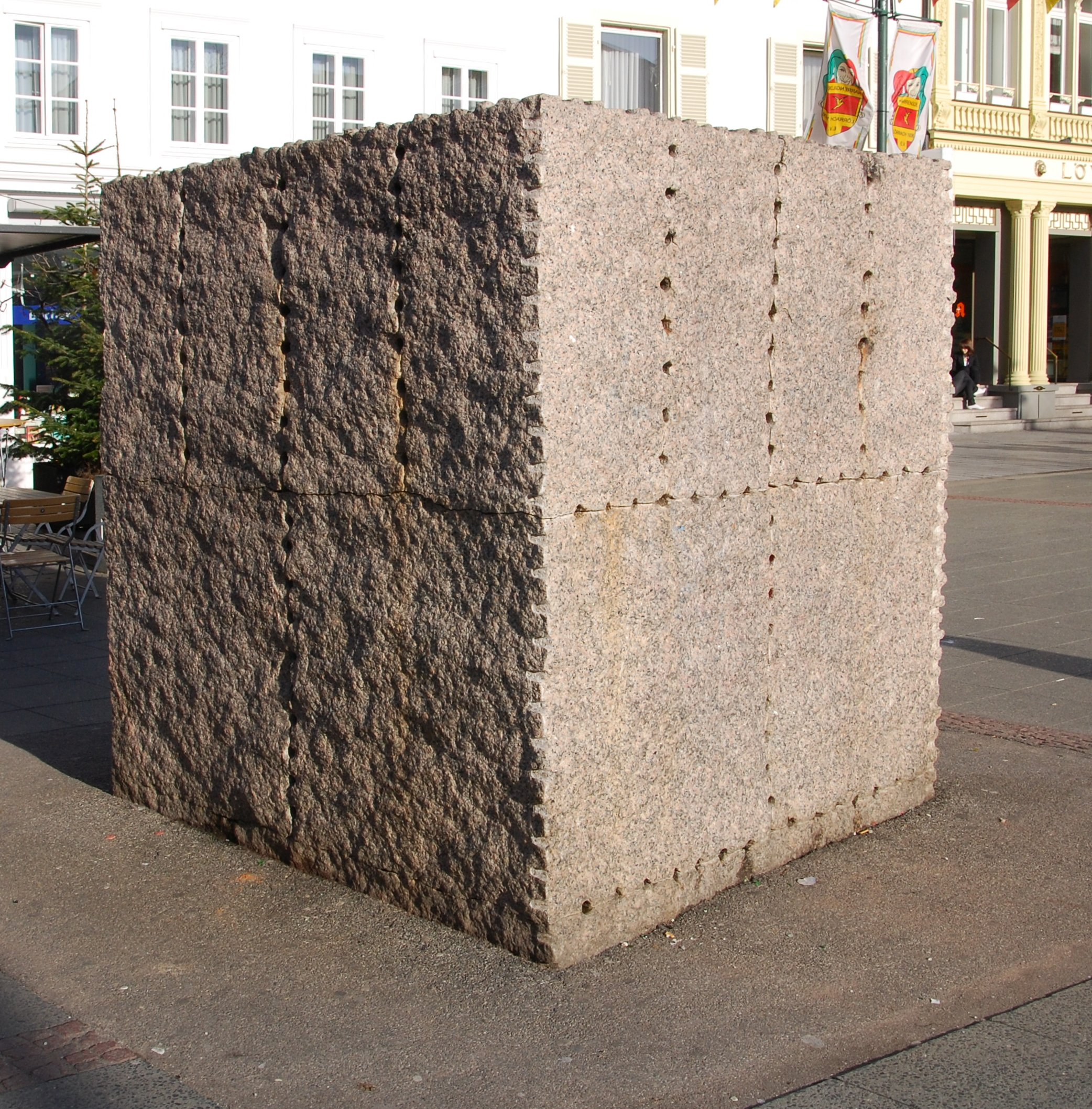
Granit Rosa Porriño in Lörrach
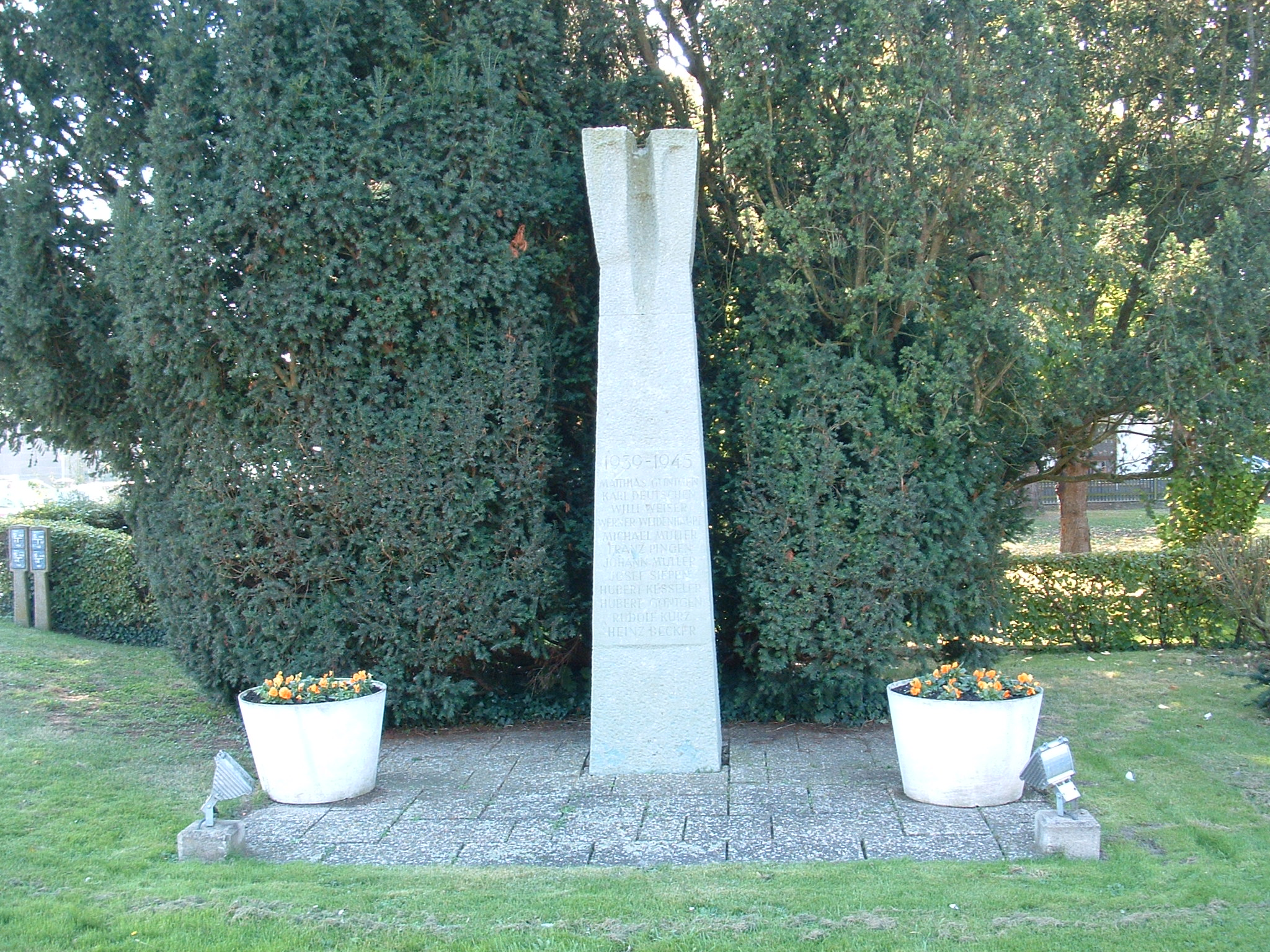
Ehrenmal (1966) in Nörvenich-Frauwüllesheim (Stele besteht aus fünf Elementen)